# 楢錦政吉
楢錦 政吉（ならにしき まさきち、1894年3月10日 - 1973年7月16日）は、秋田県仙北郡南外村（現在の大仙市）出身で湊川部屋（入門時は追手風部屋）に所属した力士。本名は佐藤 政吉（さとう まさきち）。171cm、86kg。最高位は西前頭筆頭。得意手は右四つ、押し。

## 来歴
入門する前は盛岡高等農林学校で相撲選手として活躍していたが、郷里の地主と父に勧められて追手風部屋へ入門、1914年1月場所で初土俵を踏む。1916年に湊川部屋独立に際して移籍、1918年5月場所十両昇進。1923年1月場所に入幕、勝率4割程度ながら筆頭まで進んだ。前捌きのうまさが知られていた。1927年の師匠の死去により、部屋の後継候補にも目されたがかなわず、1927年10月場所限りで廃業した。廃業後は岐阜県多治見市で陶器販売業を営んだ。戦時中は秋田県に疎開して農業に従事し、戦後は再び岐阜県に戻って石炭販売業を営んだ。1973年7月16日に死去。79歳没。

## 主な成績
- 通算成績：107勝98敗18休6分預　勝率.522
- 幕内成績：45勝64敗18休3分預　勝率.413
- 現役在位：30場所
- 幕内在位：12場所
- 各段優勝
  - 十両優勝：1回（1922年5月場所）
  - 幕下優勝：1回（1918年1月場所）

### 場所別成績
| 1914年 （大正3年） | （前相撲）            | x                | 西序ノ口26枚目 3–1 1預  | x                        |
| 1915年 （大正4年） | 西序二段70枚目 3–2    | x                | 西序二段44枚目 3–2      | x                        |
| 1916年 （大正5年） | 東序二段12枚目 4–1    | x                | 東三段目55枚目 4–1      | x                        |
| 1917年 （大正6年） | 西三段目20枚目 4–1    | x                | 東幕下45枚目 3–2        | x                        |
| 1918年 （大正7年） | 西幕下28枚目 優勝 5–0 | x                | 西十両13枚目 3–2        | x                        |
| 1919年 （大正8年） | 西十両2枚目 5–4       | x                | 西十両2枚目 3–4         | x                        |
| 1920年 （大正9年） | 東十両13枚目 2–3      | x                | 西幕下筆頭 2–3          | x                        |
| 1921年 （大正10年） | 東幕下9枚目 4–0 1預   | x                | 西十両10枚目 4–5        | x                        |
| 1922年 （大正11年） | 西十両14枚目 4–1      | x                | 西十両筆頭 優勝 6–2 1分 | x                        |
| 1923年 （大正12年） | 東前頭14枚目 3–6 1分  | x                | 西前頭15枚目 6–5        | x                        |
| 1924年 （大正13年） | 西前頭7枚目 6–3–1     | x                | 東前頭3枚目 3–7 1分     | x                        |
| 1925年 （大正14年） | 東前頭7枚目 4–6 1預   | x                | 西前頭12枚目 7–4        | x                        |
| 1926年 （大正15年） | 西前頭筆頭 4–7        | x                | 東前頭5枚目 1–10        | x                        |
| 1927年 （昭和2年） | 西前頭14枚目 6–5      | 西前頭14枚目 5–6 | 西前頭10枚目 0–5–6      | 東前頭13枚目 引退 0–0–11 |
| 各欄の数字は、「勝ち-負け-休場」を示す。 優勝 引退 休場 十両 幕下 三賞：敢=敢闘賞、殊=殊勲賞、技=技能賞 その他：★=金星 番付階級：幕内 - 十両 - 幕下 - 三段目 - 序二段 - 序ノ口 幕内序列：横綱 - 大関 - 関脇 - 小結 - 前頭（「#数字」は各位内の序列） |                       |                  |                         |                          |

- 1924年1月の1休は相手力士の休場によるもの